# Ulrich Sloma
Ulrich Sloma (* 7. November 1942 in Münster) ist ein ehemaliger deutscher Hockeyspieler, der 1968 Olympiavierter wurde.

## Karriere
Sloma spielte für Uhlenhorst Mülheim und wurde mit dieser Mannschaft 1960 und 1964 Deutscher Meister.
1962 debütierte er in der deutschen Hockeynationalmannschaft. Bei den Olympischen Spielen 1968 in Mexiko-Stadt wirkte der Stürmer in drei von sieben Vorrundenspielen mit, im einzigen Länderspiel gegen die Auswahl der DDR war er nicht dabei. Im Halbfinale gegen Pakistan unterlag er mit der deutschen Mannschaft in der Verlängerung mit 0:1. Sloma spielte auch im Spiel um den dritten Platz gegen die indische Mannschaft, die Inder siegten mit 2:1.
Insgesamt wirkte Ulrich Sloma von 1962 bis 1969 in 23 Länderspielen mit.
Ulrich Slomas Sohn Christian Sloma spielte ebenfalls bei Uhlenhorst Mülheim und wurde von 1988 bis 1997 fünfmal Deutscher Meister.